# Мидден-Делфланд
Мидден-Делфланд (нидерл. Midden-Delfland) — община в провинции Южная Голландия (Нидерланды).

## История
Община была образована 1 января 2004 года путём объединения общин Маасланд и Схиплёйден.